# Slims

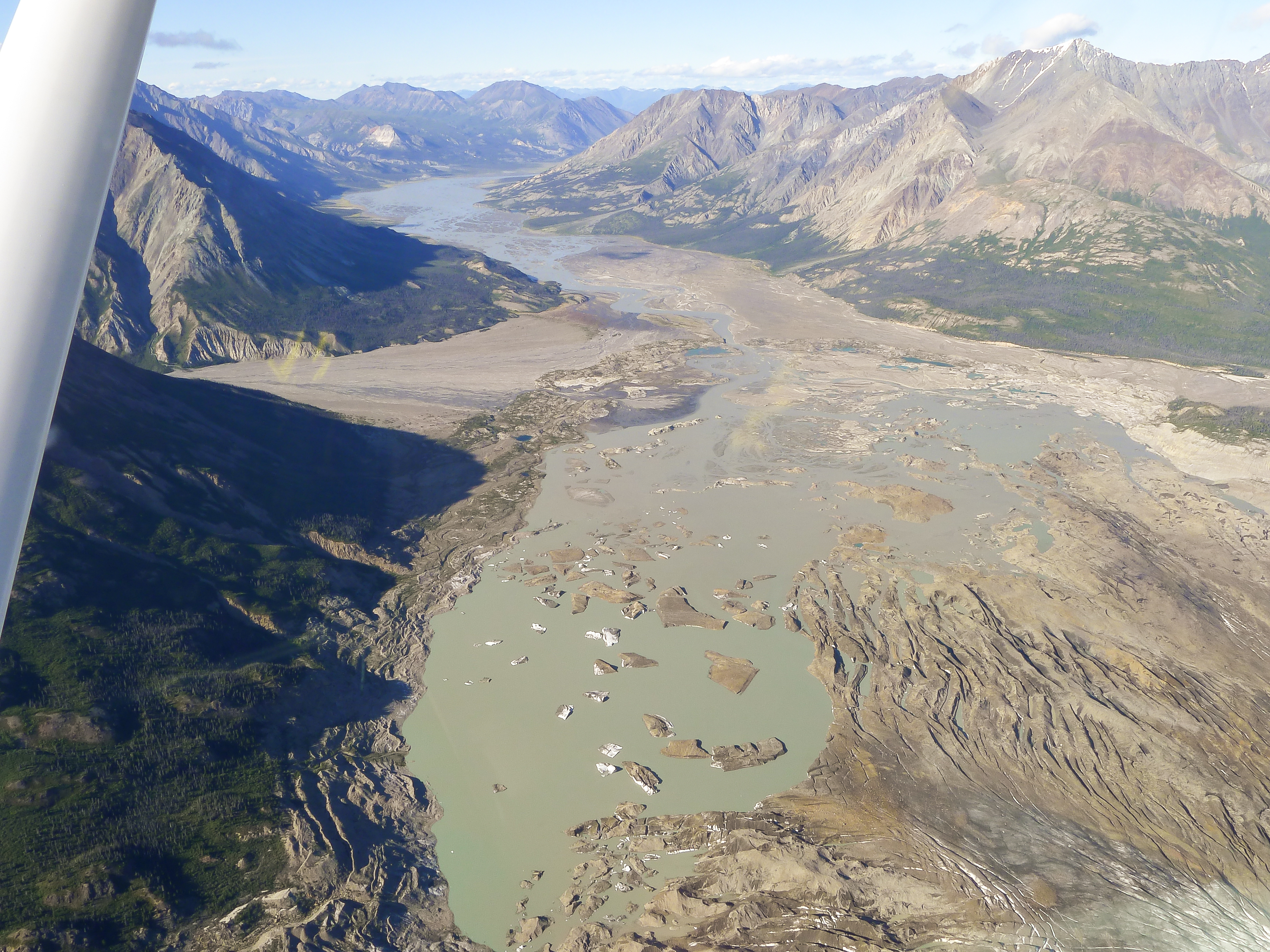
De Slims in 2011

De Slims was tot 2016 een 42 kilometer lange rivier in het Canadese territorium Yukon. De vlechtende rivier ontstond uit het smeltwater van de Kaskawulshgletsjer en mondde uit in Kluane Lake. Bijzonder was dat er aan het einde van de Kaskawulshgletsjer een (tijdelijke) bifurcatie ontstaan was. Tot 2016 stroomde het smeltwater twee richtingen uit: naar het noorden via de Slims, Kluane Lake en verder via de Yukon naar de Beringzee, of naar het oosten via de Kaskawulsh River en de Alsek River naar de Golf van Alaska.
Toen de Kaskawulshgletsjer nog langer was stroomde het ijs naar beide dalen, zowel noord als oost. Nadat de gletsjer zich had teruggetrokken stroomde het meeste water naar de Slims doordat een resterende ijsdam de afvloeiing naar het oosten grotendeels blokkeerde. Dit veranderde in 2016, wanneer de ijsdam verdween en plots al het smeltwater van de Kaskawulshgletsjer naar de rivier Kaskawulsh stroomde.
Kluane Lake (in het noorden) zal waarschijnlijk kleiner in omvang worden aangezien het geen water meer ontvangt van zijn voormalige belangrijkste toevoer, de Slims.
Rivieronthoofdingen zijn een natuurlijk proces, maar dit was de eerste keer dat menselijke klimaatopwarming als indirecte oorzaak aangeduid kan worden.